# LSV Pewsum
Der LSV Pewsum (offiziell: Luftwaffensportverein Pewsum), in manchen Quellen auch SV Pewsum, war ein Sportverein aus Pewsum. Die Fußballmannschaft spielte ein Jahr in der seinerzeit erstklassigen Gauliga Weser-Ems.

## Geschichte
Mit dem Ausbruch des Zweiten Weltkrieges wurde in der Volksschule von Pewsum eine Nachrichtendiensteinheit der Luftwaffe stationiert. Diese Einheit sollte den Funkverkehr der britischen Streitkräfte abhören. Als der örtliche Verein SV Pewsum aufgrund von Spielermangel seine Mannschaft aus der laufenden Meisterschaft zurückziehen wollte, fragte Hauptmann Boje beim SV-Präsidium nach, ob seine Soldaten nicht für die Pewsumer spielen könnten. Die Vereinsführung stimmte zu und fortan spielten Fußballer aus ganz Deutschland sowie einige Österreicher für die Ostfriesen. Eventuell erfolgte durch den Beitritt der Soldaten die Umbenennung des Vereins in LSV Pewsum.
Diese Mannschaft war der Konkurrenz aus Aurich, Leer oder Oldenburg deutlich überlegen und fuhr Woche für Woche hohe Siege ein. 1943 wurden die Pewsumer ostfriesischer Meister und stiegen in die Gauliga auf. Da Pewsum über keinen adäquaten Sportplatz verfügte, musste die Mannschaft ihre Spiele im Stadion der ehemaligen Freien Turnerschaft in Emden austragen. Pewsum konnte nur ein Spiel in der Gauliga austragen, das mit 3:0 gewonnen wurde. Auch im Pokal war der Verein erfolgreich. 1943 setzten sich die Pewsumer zunächst gegen die Kriegsspielgemeinschaft Emder TV/Kriegsmarine, den TuS Aurich und den LSV Ahlhorn durch, bevor die Mannschaft an Wilhelmshaven 05 scheiterte. Ein Jahr später kam das Aus nach einer 2:6-Niederlage beim Bremer SV. Nach Kriegsende wurde der Verein aufgelöst. Als Nachfolger wurde der TuS Pewsum gegründet.